# 愛德華茲 (密西西比州)
愛德華茲（英語：Edwards）是位於美國密西西比州海恩茲縣的城鎮。

## 人口
根據2020年美國人口普查的數據，愛德華茲的面積為4.30平方千米，皆為陸地。當地共有人口995人，而人口密度為每平方千米231人。